# James Ellington
James Ellington (Londen, 6 september 1985) is een atleet uit Groot-Brittannië, die gespecialiseerd is in de sprint. Hij nam tweemaal deel aan de Olympische Spelen, maar won bij die gelegenheid geen medailles.

## Biografie
Ellington maakte zijn professioneel debuut op de wereldkampioenschappen van 2011 in Daegu. In 2011, 2012 en 2013 werd hij Brits kampioen op de 100 m. Op de Olympische Speken van 2012 in Londen kwam hij uit op de 200 m. Hij sneuvelde hierbij in de series met een tijd van 21,23 s.
In 2016 boekte Ellington het grootste succes in zijn atletiekcarrière tot dan toe door op de Europese kampioenschappen in Amsterdam, tezamen met zijn teamgenoten James Dasaolu, Adam Gemili en Chijindu Ujah, op de 4 x 100 m estafette naar het goud te snellen in 38,17. Eerder in dit toernooi was hij op de individuele 100 m reeds vijfde geworden in 10,19. Op de Olympische Spelen van 2016 in Rio de Janeiro kwam hij een maand later uit op de 100 m. Zijn tijd van 10,29 was onvoldoende snel om zich te plaatsen voor de halve finale.
Op de Olympische Spelen van 2016 in Rio de Janeiro kwam hij uit op de 100 m en de 4 x 100 m estafette. Individueel sneuvelde hij in de series met een tijd van 10,29. Met een tijd van 37,98 kwam het team, naast hem bestaande uit Richard Kilty, Harry Aikines-Aryeetey en Adam Gemili tot een vijfde plaats overall. De wedstrijd werd gewonnen door het Jamaicaanse estafetteteam in 37,27.
In januari 2017 raakte Ellington zwaar gewond tijdens een trainingskamp op Tenerife. Bij een verkeersongeluk werd hij, samen met zijn trainingsmaat Nigel Levine rijdend op een motor, aangereden door een auto die op de verkeerde weghelft reed. Ellington brak beide benen en zijn bekken. De behandelende artsen voorspelden dat hij nooit meer zal kunnen hardlopen, maar de Britse sprinter legt zich daar niet bij neer en werkt sindsdien hard aan zijn volledige herstel.

## Titels
- Europees kampioen 4 x 100 m - 2016
- Brits kampioen 200 m - 2012, 2013

## Persoonlijke records
Outdoor
| Onderdeel | Prestatie        | Datum         | Plaats           |
| --------- | ---------------- | ------------- | ---------------- |
| 100 m     | 10,04 (+1,5 m/s) | 7 juli 2016   | Amsterdam        |
| 200 m     | 20,31 (+1,2 m/s) | 30 april 2016 | Clermont-Ferrand |

Indoor
| Onderdeel | Prestatie | Datum            | Plaats     |
| --------- | --------- | ---------------- | ---------- |
| 60 m      | 6,67      | 8 februari 2014  | Sheffield  |
| 200 m     | 21,30     | 26 februari 2006 | Birmingham |

## Palmares

### 100 m
- 2004: 7e WK U20 - 10,56 s
- 2016:  Britse kamp. - 9,96 s (+3,0 m/s)
- 2016: 5e EK - 10,19 s (0,0 m/s) (in ½ fin. 10,04 s)
- 2016: 5e in serie OS - 10,29 s

### 200 m
- 2011:  Britse kamp. - 20,91 s
- 2011: 4e in serie WK - 20,82 s
- 2012:  Britse kamp. - 20,56 s
- 2012: 6e in serie OS - 21,23 s
- 2013:  Britse kamp. - 20,45 s (+2,4 m/s)
- 2013: 4e in ½ fin. WK - 20,44 s
- 2014:  Britse kamp. - 20,64 s
- 2015:  Britse kamp. - 20,62 s

### 4 x 100 m
- 2016:  EK - 38,17 s
- 2016: 5e OS - 37,98 s